# Philipp Stursberg
Philipp Stursberg (* 12. Oktober 1979) ist ein deutscher American-Football-Trainer und ehemaliger -Spieler.

## Laufbahn
Stursberg war zwischen 1995 und 2014 Spieler (ab 2010 Spielertrainer) der Lübeck Cougars (ab 2002 in der zweiten Liga). In der Saison 2005 kam Stursberg, der Informatik studierte, zusätzlich für die Hamburg Sea Devils in der NFL Europe zu vier Einsätzen. Der 1,88 Meter große Verteidigungsspieler (Defensive End und Linebacker) wurde 2010 und 2014 mit der deutschen Nationalmannschaft Europameister. Bereits während seiner Spielerlaufbahn brachte sich Stursberg von 2002 bis 2011 als Jugendtrainer bei den Lübeck Cougars ein. Zwischen 2008 und 2012 war er bei der schleswig-holsteinischen Landesjugendauswahl als Assistenztrainer tätig und betreute dort die Linebacker-Position. Ab 2015 koordinierte Stursberg als Assistenztrainer die Verteidigungsarbeit der Cougars-Herenmannschaft in der zweiten Liga, 2020 wurde er Cheftrainer der Lübecker. Nach dem Niederlegen der Tätigkeit bei den Cougars arbeitete Stursberg zunächst als Trainerausbilder und Assistenztrainer der Jugendnationalmannschaft. Am 22. Dezember 2022 wurde Stursberg als neuer Cheftrainer der deutschen U19-Nationalmannschaft angekündigt.